# Afroleptomydas westermanni
Afroleptomydas westermanni is een vliegensoort uit de familie Mydidae. De wetenschappelijke naam van de soort is, geplaatst in het geslacht Mydas, voor het eerst geldig gepubliceerd in 1819 door Wiedemann.
De soort komt voor in Zuid-Afrika.